# معركة البرلس
في صباح 4 نوفمبر 1956 جرت معركة بحرية أمام شاطئ بحيرة البرلس، في البحر المتوسط بين ثلاث زوراق طوربيد مصرية ومجموعة من القطع البحرية التابعة للبحرية الإنجليزية والفرنسية ضمن قوة الغزو خلال أحداث العدوان الثلاثي. يطلق على المعركة اسم معركة البرلس البحرية أو معركة برج البرلس البحرية
وانتهت المعركة حسب ما ورد من معلومات الغزاة بغرق زوارق الطوربيد المصرية الثلاث بعد مهاجمتها جواً دون أي خسارة للقوات الأنجلو-فرنسية. وأما حسب ما ورد من معلومات الجانب المصري فقد سجلت البحرية المصرية انتصارا هو الأقوى في التاريخ على حساب الاسطول الفرنسي والاسطول البريطانى.

## المعركة
خلال أحداث العدوان الثلاثي على بورسعيد خرج سرب من ثلاث زوارق طوربيد مصرية بقيادة صاغ بحري جلال الدسوقي من ميناء الإسكندرية ليلة 3 نوفمبر وتوجه إلى القوة البحرية الغازية الرابضة قبالة بورسعيد وعلى بعد 10 أميال شمال فنار البرلس 
حسب ما ورد بمعلومات الغزاة تعرضت الزوارق لعدد من القطع البحرية التي كانت في حراسة إحدى حاملات الطائرات لكنها لم تصب أياً منها وفي طريق عودتها باغتتها الطائرات المنطلقة من حاملة الطائرات وأغرقتها جميعها وقُتل كل من عليها فيما نجى ثمانية فقط.
أما ما ورد من الجانب المصري وشهود العيان فأن في البداية قامت الثلاث زوارق الطوربيد المصرية بعمل ستار الدخان لتقترب بسرعة وبحركات مفاجئة من الوحدات المهاجمة وأطلقت قذائفها في اتجاه البوارج الفرنسية والبريطانية المهاجمة. وقامت الوحدات المهاجمة بإطلاق القنابل والصواريخ بكثافة شديدة في اتجاه الزوارق قاد جلال الدسوقي المعركة من الجانب المصري. في البداية قامت الثلاث زوارق الطوربيد المصرية بعمل ستار الدخان لتقترب بسرعة وبحركات مفاجئة من الوحدات المهاجمة وأطلقت قذائفها في اتجاه البوارج الفرنسية والبريطانية المهاجمة وقامت الوحدات المهاجمة بإطلاق القنابل والصواريخ بكثافة شديدة في اتجاه الزوارق وبعد إنتهاء المعركة البحرية أشتركت في المعركة طائرات حربية مهاجمة ضد الزوارق. انتهت معركة البرلس في دقائق ودمرت المدمرة البريطانية والبارجة الفرنسية. قاتل المصريون بدون غطاء جوى حتى آخر طوربيد وحتى آخر زورق الذي قاده مختار الجندى بعد أستشهاد أغلب الزملاء فطلب من الاخرين القفز إلى البحر ثم إخترق مدمرة أخرى بسرعة هائلة فأصيبت أصابة بالغة. وكانت نجاة بعض الجنود المصريون من المعركة مصدراً للمعلومات.	
هناك معلومات من الجانب المصري بأن بارجة ومدمرة مهاجمتان قد دمرتا ومعلومات من الجانب المهاجم بأنهما قد أصيبتا وأستمرتا في عملهما والنتيجة النهائية ان الثلاث زوارق بتسليح بسيط بدون غطاء جوى تصدت ولوحدات ضخمة وثقيلة مهاجمة ومدعومة بغطاء جوى ومنعتها من تحقيق هدفها وبالتالى هناك معادلة جديدة في تاريخ المعارك البحرية قد سجلت.

## تحليل أحداث المعركة
صورت الدعاية المصرية التي كتبت عن المعركة في عدد من وسائل الإعلام المصرية المختلفة عقب الحرب، أنها انتصاراً مصرياً كبيراً استطاعت فيه ثلاث زوراق مصرية إغراق بارجة فرنسية ومدمرة إنجليزية وعدد من الطائرات بل أنها أنتجت فيلماً سينمائياً باسم "عمالقة البحار" في 1960 لتخليد المعركة.
حسب ما ورد بمعلومات الغزاة فهناك من يري أنه حتى الآن مازالت هذه الدعاية المضللة موجودة في وسائل الإعلام المصرية الحكومية والخاصة وعلى رأسها كتاب وزارة التربية والتعليم الموجه لطلبة الصف الثاني الإعدادي كتاب "قصة كفاح شعب مصر"، حيث يزعم الجانب المصري إغراقه لبارجة فرنسية خلال المعركة تعرف باسم جان بارت وهي بارجة فرنسية حازت شهرة كبيرة خلال الحرب العالمية الثانية وقبل بداية العدوان الثلاثي كانت تتمركز في الجزائر قبل تحركها إلى ميناء طولون وانضمامها إلى مجموعة السفن الفرنسية المعدة لعملية الغزو. إضافة إلى ذلك يزعم الجانب المصري إغراقه لمدمرة إنجليزية لم يسمها بالرغم من أنه لم يقدم إلى الآن دليلاً واحداً على صحة ادعائاته خاصة مع عدم وجود حطام السفن الغارقة أمام سواحل فنار بحيرة البرلس التي يصور خطئاً أن المعركة جرت بها وليس في البحر المتوسط.
ولكن ينافي هذا الواقع حيث أن الغزاة لم يستطيعوا إكمال اعتدائهم وعمليتهم الحربية فشلت وهذا ما ذكره الجانب المصري فهي لم تكن دعاية مصرية ولكن واقع صحيح لمسار المعركة. وهذا ما تثبته الأحداث التالية:

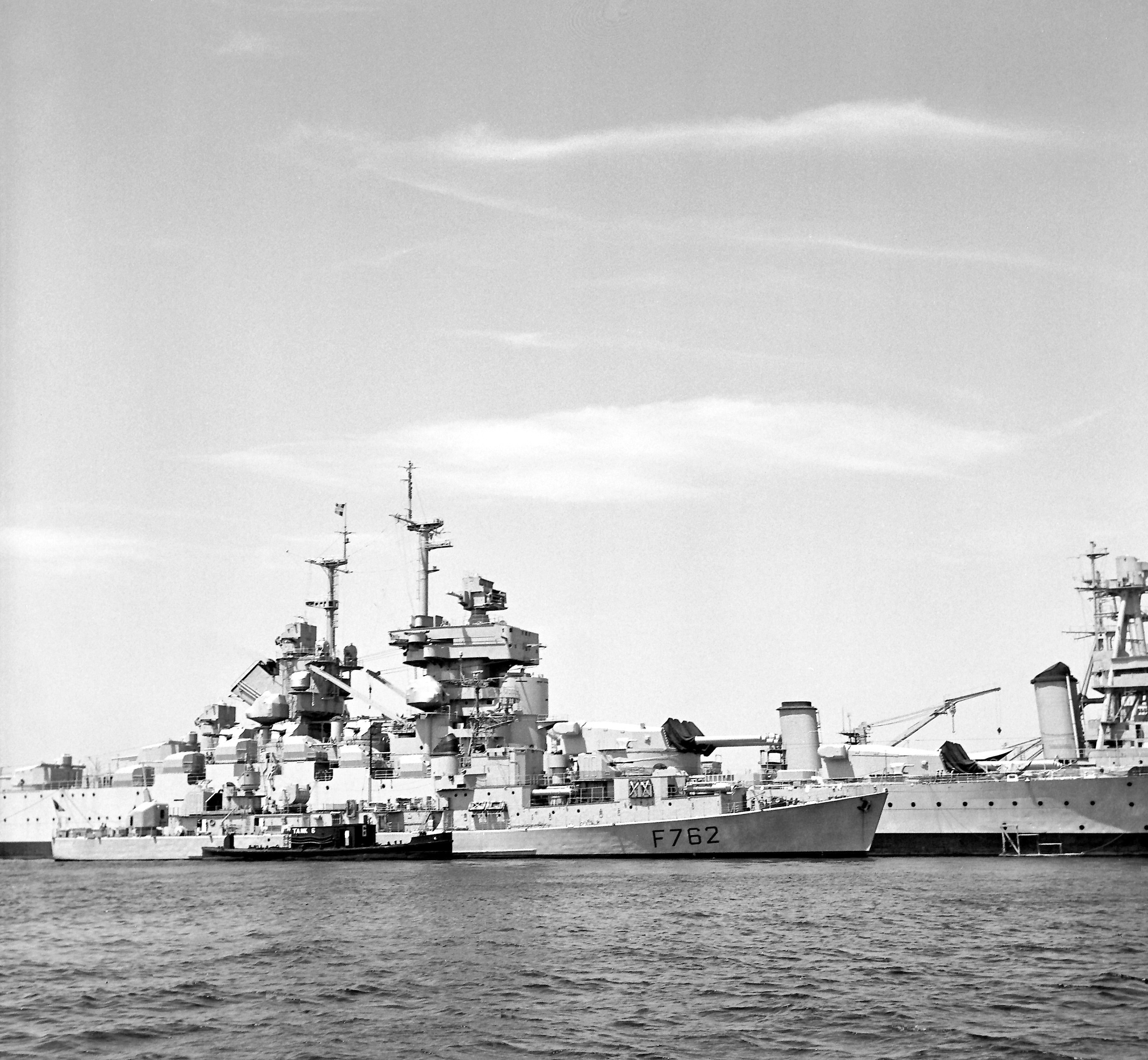
جان بارت راسية في طولون 1963

- في 1 نوفمبر غادرت السفن طولون ووصلت ليماسول، قبرص في 4 نوفمبر، حيث انتقل المظليون وأفراد الضفادع البشرية إلى السفن الهجومية البرمائية استعداداً لعملية إنزال. وفي 5 نوفمبر، تحركت جان بارت جنوباً لقصف بورسعيد، لكنها أطلقت أربع طلقات فقط من بطاريتها الرئيسية قبل إلغاء الإنزال. وظلت خارج المدينة لمدة يومين قبل أن تغادر في 7 نوفمبر إلى طولون عن طريق ليماسول في 13 نوفمبر

- في 1 أغسطس 1957 خرجت من الخدمة وظلت في الاحتياط حتى بيعت لتفكيك السفن كخردة في 21 مايو 1970.[1]

- هذا ما يؤكد صحة المعلومات المصرية بأن البوارج الحربية دمرت وتم سحبها وبأن البارجة الفرنسية الشهيرة جان بارت أصيبت إصابة بالغة وأن محاولات تجربة إعادة تشغيلها التي أستمرت لما يقرب من ثمانية شهور بعد المعركة من نوفمبر 1956 إلي أغسطس 1957 لم تنجح. وأن ما ذكره الأبطال الناجين بأن الشهيد البطل مختار الجندي أقتحمها من المنتصف بالزورق الطوربيد بسرعة هائلة وأنهم شاهدوا النيران ترتفع من عمق البارجة كانت صحيحة 100%.

- التناقض واضح في رواية الغزاة بين أن "القطع البحرية الغازية كانت تحرس حاملة طائرات" وبينما أنها "قصفت بورسعيد" وكانت تنوي إنزال المظليون وأفراد الضفادع البشرية... ولكن ألغيت عملية الإنزال إضطراريا... فلماذا ...!!!
- التناقض الأخر أن القطع البحرية للغزاة تحرس حاملة الطائرات فلماذا لم تشترك الطائرات منذ بداية المعركة وانتظرت حتي عودة الزواق لتباغتها أليس هذا غير منطقي..!! فالبارجة بها جهاز رادار فمن الطبيعي أن تهاجم الطائرات الحربية للغزاة الزواق الحربية المصرية قبل الإقتراب من القطع البحرية للغزاة وتمنعها... وهذا لم يحدث ...!!!

### خسائر الأنجلو-فرنسية في المعركة
- فشلت سياسيا فى وقف عملية تأميم قناة السويس والتي أدت إلي العدوان الثلاثي على مصر
- فشلت فى إحتلال قناة السويس بسبب ما تكبدته من خسائر عسكرية لم تعلن عنها. ولكن بعد 8 شهور أعلنت عن خروج البارجة جان برات من الخدمة.

### خسائر البحرية المصرية في المعركة
رغم أستشهاد الأبطال المصريين لكن البحرية الحربية المصرية سجلت إنتصارا حربيا يشهد له التاريخ الحربي الحديث، حيث أن ثلاث الزوارق الطوربيد صغيرة، رغم الفارق الكبير في القوة التدميرية بينها وبين البوارج الغازية العملاقة ورغم التفوق الجوي للغزاة، إستطاعت أن تقترب منها بمهارة وتمنعها بإرادة حاسمة من تنفيذ إعتدائها. 
| الرتبة       | الاسم                       |
| ------------ | --------------------------- |
| مقدم بحري    | جلال الدين الدسوقي          |
| رائد بحري    | صبحي إبراهيم نصر            |
| رائد بحري    | إسماعيل عبد الرحمن فهمي     |
| نقيب بحري    | مصطفى محمد علي طبالة        |
| نقيب بحري    | علي صالح علي صالح           |
| ملازم أول    | محمد ياقوت عطية             |
| ملازم أول    | جمال رزق الله               |
| ملازم أول    | عادل مصطفى شوقي             |
| ملازم أول    | محمد البيومي محمد زكي       |
| ملازم أول    | جول إلياس الجمال            |
| مساعد لاسلكي | إبراهيم خليل الهندي         |
| مساعد فني    | مختار محمد فهيم             |
| مساعد فني    | ألفي إسكندر صليب            |
| مساعد فني    | محمد أنور محمد مرسي         |
| رقيب أول     | محمد محمد آدم               |
| رقيب أول     | علي إبراهيم حرفوش           |
| رقيب أول     | أحمد محمد الأدهم            |
| رقيب         | بيومي محمد حسين             |
| رقيب         | السيد أحمد نحلة             |
| رقيب         | سعد توفيق محمد              |
| عريف         | محمد حامد محمد عبد الله     |
| عريف         | أحمد سعيد الشواف            |
| عريف         | عبد الفتاح سعودي            |
| عريف         | أحمد مختار أبو الوفا        |
| عريف         | عبد الرازق الهبيري          |
| عريف         | مصطفى عبد الرازق            |
| جندي         | عبد الحميد شبل              |
| جندي         | منصور شرقاوي أحمد           |
| جندي         | عبد العزيز محمد محمود       |
| جندي         | شعبان عبد الله علي          |
| جندي         | محمد محمد سليمان            |
| جندي         | أحمد عبد الهادي حنفي        |
| جندي         | محمود جبريل يونس            |
| جندي         | محمد السيد مرسي             |
| جندي         | محمد محمد مصطفى سالم        |
| جندي         | محمد حسين عثمان             |
| جندي         | رأفت سلام إبراهيم           |
| جندي         | عبد السلام أبو خلف محمد     |
| جندي         | محمود محمود مصطفى           |
| جندي         | كمال فهيم سيد أحمد          |
| جندي         | عبد الحافظ السيد أبو البنين |
| جندي         | عبد الفتاح محمد علي         |

كرمت الحكومة المصرية من سقطوا في المعركة بإطلاق أسمائهم على بعض الشوارع والميادين بالقاهرة والمحافظات كما اتخذت محافظة كفر الشيخ من يوم 5 نوفمبر عيداً قومياً لها وأقامت نُصباً تذكارياً لشهداء البحرية في بلطيم، نٌقل لاحقاً إلى البرلس مع إقامة نُصب تذكاري جديد.

## الملاحظات
تاريخ ومراحل عمل البارجة الحربية جان برات